# Matilda Lutz
Matilda Anna Ingrid Lutz (Milaan, 28 januari 1991) is een Italiaans model en actrice van Duitse afkomst. Ze is vooral bekend voor de hoofdrol in de horrorfilm Rings en de actiethriller Revenge uit 2017.

## Filmografie
- The Lost Scent In D Minor (2011) (short)
- Azzurrina (2012)
- The Fifth Wheel (2013)
- Somewhere Beautiful (2014)
- My Name Is Maya (2015)
- L'Universale (2016)
- Summertime (2016)
- Rings (2017)
- Revenge (2017)
- Medici (2018)
- The Divorce Party (2019)
- A Classic Horror Story (2021)
- Zone 414 (2021)

- Biblioteca Nacional de España: XX5684363
- Gemeinsame Normdatei: 1169691455
- International Standard Name Identifier: 0000 0004 8645 0335
- Library of Congress Control Number: no2017061711
- Nederlandse Thesaurus van Auteursnamen: 434450065
- Istituto Centrale per il Catalogo Unico: MODV661457
- Système universitaire de documentation: 230681352
- Virtual International Authority File: 70149617098203751693
- WorldCat: E39PBJd3RHhFQtryCWQTby8t8C